# خوسيه سوتو مارتينيز
خوسيه سوتو مارتينيز (بالإسبانية: José Soto Martínez)‏ هو سياسي مكسيكي، ولد في 15 مارس 1946 في المكسيك. انتخب عضو مجلس النواب المكسيك.